# مبل گی
مبل گی (اسپانیایی: Mabel Gay‎؛ زادهٔ ۵ مهٔ ۱۹۸۳) ورزشکار پرش سه‌گام اهل کوبا است.
وی در مسابقات کشوری و بین‌المللی در مجموع برندهٔ ۱ مدال طلا، ۱ مدال نقره، ۱ مدال برنز شده‌است.